# قسموس دموي داكن
قسموس دموي داكن (الاسم العلمي:Cosmos atrosanguineus) هو نوع من النباتات يتبع جنس القسموس من الفصيلة النجمية.